# 杨焕宁
杨焕宁（1957年3月—），山东省安丘市人。中国共产党及中华人民共和国官员，曾任中华人民共和国公安部常务副部长（正部长级，副总警监警衔）、党委副书记，中央维护稳定工作领导小组办公室主任，国家安全生产监督管理总局局长、党组书记。中国共产党第十七届中央委员会候补委员、第十八届中央委员会委员。

## 早年
1975年10月参加工作，在山东省聊城县朱老庄人民公社插队三年。1977年12月加入中国共产党。1978年6月到1979年9月，任中国人民解放军济南军区空军四站修理厂工人。
1979年9月，22岁的杨焕宁通过高考进入西南政法学院（今西南政法大学）刑事侦查专业学习，并担任79级刑侦系的总班长，同班同学中包括其山东老乡何挺。1983年8月大学毕业后，他和何挺被直接分配到公安部刑事侦查局工作。

## 仕途

### 公安部
1983年8月到1989年12月，杨焕宁任公安部刑事侦查局办公室干部、副主任科员。其间，1986年9月到1989年7月在中共中央党校培训部研究生班学习。1989年12月到1993年2月，任公安部刑事侦查局办公室副主任、主任。其间，1992年2月到1993年2月挂职担任哈尔滨市公安局副局长。1993年2月到1996年5月，任公安部办公厅副主任。1996年5月到2001年1月，任公安部部长助理、公安部党委委员兼公安部办公厅主任。2001年1月到2003年3月，任公安部副部长、党委委员。1997年9月到2001年7月，在北京大学法学院刑法学专业学习，取得在职研究生学历，获得法学博士学位。2001年4月5日，公安部举行授予和晋升副总警监警衔仪式，刘京被授予副总警监警衔，杨焕宁、孙明山、李顺桃的警衔由一级警监晋升为副总警监。
2003年3月到2005年1月，任公安部副部长、党委委员，中央新疆工作协调小组成员，中央西藏工作协调小组成员，中央对外宣传工作领导小组成员（2004年5月任）。被外界认为具有丰富的处理“疆独”、“藏独”及国际公关经验，是中国“反恐专家”。2003年10月，他曾率中国代表团出席在塔什干举行的“上海合作组织地区反恐机构理事会”第一次会议；2004年2月，又率团出席了在印尼巴厘岛举办的“亚太区域反对恐怖主义部长级会议”；在其主管任内，中国于2004年10月首次向国外派遣了成建制维和警察防暴队执行任务。
为补足杨焕宁的地方工作经验，2005年1月，他被调往黑龙江省工作，出任中共黑龙江省委常委、政法委书记。2008年5月，北京奥运会临近，中央将杨焕宁召回，升任公安部常务副部长、党委副书记（正部长级），专门负责奥运期间的安保工作，特别是防范“藏独”、“疆独”的恐怖袭击活动。2008年6月20日，公安部举行公安机关副总警监警衔授衔仪式，杨焕宁、舒晓琴、吴永文、李文喜、张学兵被授予副总警监警衔。2009年，杨焕宁兼任中央维护稳定工作领导小组办公室主任。

### 安监总局
2015年10月，杨焕宁调任国家安全生产监督管理总局党组书记、局长，接替已经因为严重违纪被免职的杨栋梁。
2016年6月到8月，中央第十巡视组对国家安全生产监督管理总局开展了专项巡视，在反馈意见中指出该局“贯彻落实党的路线方针政策和中央决策部署不够到位，对习近平总书记关于安全生产工作重要批示的落实情况跟踪检查不及时。”

## 落马
2017年7月，国家安全生产监督管理总局官网领导信息一栏，党组书记、局长杨焕宁的个人信息被撤下，此时此时距离他在2017年5月2日成贵高铁在建工程七扇岩隧道发生瓦斯爆炸事故上最后一次公开露面已经过去了90天。
2017年7月31日，中央纪委监察部网站发布消息称：杨焕宁严重违纪，“严重违反政治纪律和政治规矩，在大是大非问题上背离党性原则；违反廉洁纪律，利用职权谋取私利”，受到留党察看二年处分（待召开中国共产党中央委员会全体会议时予以追认），由中华人民共和国监察部报国务院批准给予其行政撤职处分，降为副局级非领导职务；终止其中共十八大代表资格；收缴其违纪所得。由该通报可见，杨焕宁的主要问题是严重违反政治纪律和政治规矩，未能做到对党忠诚、自觉维护中共中央权威、与中央的重大决策保持高度一致。